# Liste des gonfaloniers de justice et prieurs de la république de Florence dans les années 1310
Pour des articles plus généraux, voir Liste des gonfaloniers de justice et prieurs de la république de Florence et Liste des gonfaloniers de justice et prieurs de la république de Florence au XIVe siècle.
Cet article dresse une liste des gonfaloniers de justice et prieurs de la république de Florence dans les années 1310.

## 1310
| Période de gouvernement          | Gonfaloniers de Justice et Prieurs     | Notes                                  |
| -------------------------------- | -------------------------------------- | -------------------------------------- |
| 15 février 1309-14 avril 1310    | Arrigo di Sassolo Sassolini            | Gonf. issu du s. Oltrarno.             |
| 15 février 1309-14 avril 1310    | Renzo di Filippo Soderini              | Pr. du s. Oltrarno.                    |
| 15 février 1309-14 avril 1310    | Giovanni di Lamberto dell'Antella      | Pr. du s. San Piero Scheraggio.        |
| 15 février 1309-14 avril 1310    | Lapo Valori                            | Pr. du s. Borgo.                       |
| 15 février 1309-14 avril 1310    | Ser Matteo Biliotti                    | Pr. du s. San Pancrazio.               |
| 15 février 1309-14 avril 1310    | Pieruccio Fiorentini                   | Pr. du s. Porta del Duomo.             |
| 15 février 1309-14 avril 1310    | Giano di Lando degli Albizzi           | Pr. du s. Porta San Piero.             |
| 15 avril 1310-14 juin 1310       | Ser Giovanni Siminetti                 | Gonf. issu du s. Borgo.                |
| 15 avril 1310-14 juin 1310       | Amideo di Salvi de'Minutoli            | Pr. du s. Oltrarno.                    |
| 15 avril 1310-14 juin 1310       | Bettino Rimbertini                     | Pr. du s. San Piero Scheraggio.        |
| 15 avril 1310-14 juin 1310       | Boninsegna degli Abbruciati            | Pr. du s. Borgo.                       |
| 15 avril 1310-14 juin 1310       | Feo di Lione Minerbetti                | Pr. du s. San Pancrazio.               |
| 15 avril 1310-14 juin 1310       | Niccolò di Martino da Cerreto          | Pr. du s. Porta del Duomo.             |
| 15 avril 1310-14 juin 1310       | Passa di Zato Passavanti               | Pr. du s. Porta San Piero.             |
| 15 juin 1310-14 août 1310        | Lapo di Talento Bucelli                | Gonf. issu du s. San Piero Scheraggio. |
| 15 juin 1310-14 août 1310        | Lapo di Mess. Angiolino de'Magli       | Pr. du s. Oltrarno.                    |
| 15 juin 1310-14 août 1310        | Neri Pepi                              | Pr. du s. San Piero Scheraggio.        |
| 15 juin 1310-14 août 1310        | Albizzo di Mannino Acciaiuoli          | Pr. du s. Borgo.                       |
| 15 juin 1310-14 août 1310        | Manno Attaviani                        | Pr. du s. San Pancrazio.               |
| 15 juin 1310-14 août 1310        | Davanzino di Ricco Davanzi             | Pr. du s. Porta del Duomo.             |
| 15 juin 1310-14 août 1310        | Mess. Rinieri di Giano Foresi          | Pr. du s. Porta San Piero.             |
| 15 août 1310-14 octobre 1310     | Maruccio di Ser Geremia del Beccuto    | Gonf. issu du s. Porta del Duomo.      |
| 15 août 1310-14 octobre 1310     | Bancherone di Cione degli Aglioni      | Pr. du s. Oltrarno.                    |
| 15 août 1310-14 octobre 1310     | Banco di Cutto                         | Pr. du s. San Piero Scheraggio.        |
| 15 août 1310-14 octobre 1310     | Tuccio di Dello degli Scilinguati      | Pr. du s. Borgo.                       |
| 15 août 1310-14 octobre 1310     | Mess. Ubertino dello Strozza Strozzi   | Pr. du s. San Pancrazio.               |
| 15 août 1310-14 octobre 1310     | Betto Rinaldi                          | Pr. du s. Porta del Duomo.             |
| 15 août 1310-14 octobre 1310     | Salvino Dirittafede                    | Pr. du s. Porta San Piero.             |
| 15 octobre 1310-14 décembre 1310 | Ruggierino di Ser Benci                | Gonf. issu du s. Porta San Piero       |
| 15 octobre 1310-14 décembre 1310 | Tingo Barbadori                        | Pr. du s. Oltrarno.                    |
| 15 octobre 1310-14 décembre 1310 | Calcina Raffacani                      | Pr. du s. San Piero Scheraggio.        |
| 15 octobre 1310-14 décembre 1310 | Bindo di Mess. Oddo Altoviti           | Pr. du s. Borgo.                       |
| 15 octobre 1310-14 décembre 1310 | Cenni di Nardo Rucellai                | Pr. du s. San Pancrazio.               |
| 15 octobre 1310-14 décembre 1310 | Gherardo di Lapo Paganelli             | Pr. du s. Porta del Duomo.             |
| 15 octobre 1310-14 décembre 1310 | Ser Giovanni di Ser Benedetto Capitani | Pr. du s. Porta San Piero.             |
| 15 décembre 1310-14 février 1311 | Vieri del Bello Rondinelli             | Gonf. issu du s. Porta del Duomo.      |
| 15 décembre 1310-14 février 1311 | Boninsegna d'Angiolino Machiavelli     | Pr. du s. Oltrarno.                    |
| 15 décembre 1310-14 février 1311 | Cione di Gherardino Magalotti          | Pr. du s. San Piero Scheraggio.        |
| 15 décembre 1310-14 février 1311 | Francesco Bonaccorsi                   | Pr. du s. Borgo.                       |
| 15 décembre 1310-14 février 1311 | Anselmo di Palla Anselmi               | Pr. du s. San Pancrazio.               |
| 15 décembre 1310-14 février 1311 | Donato di Lapo Viviani                 | Pr. du s. Porta del Duomo.             |
| 15 décembre 1310-14 février 1311 | Uberto di Lando degli Albizzi          | Pr. du s. Porta San Piero.             |

## 1311
| Période de gouvernement          | Gonfaloniers de Justice et Prieurs                              | Notes                                             |
| -------------------------------- | --------------------------------------------------------------- | ------------------------------------------------- |
| 15 décembre 1310-14 février 1311 | Vieri del Bello Rondinelli                                      | Gonf. issu du s. Porta del Duomo.                 |
| 15 décembre 1310-14 février 1311 | Boninsegna d'Angiolino Machiavelli                              | Pr. du s. Oltrarno.                               |
| 15 décembre 1310-14 février 1311 | Cione di Gherardino Magalotti                                   | Pr. du s. San Piero Scheraggio.                   |
| 15 décembre 1310-14 février 1311 | Francesco Bonaccorsi                                            | Pr. du s. Borgo.                                  |
| 15 décembre 1310-14 février 1311 | Anselmo di Palla Anselmi                                        | Pr. du s. San Pancrazio.                          |
| 15 décembre 1310-14 février 1311 | Donato di Lapo Viviani                                          | Pr. du s. Porta del Duomo.                        |
| 15 décembre 1310-14 février 1311 | Uberto di Lando degli Albizzi                                   | Pr. du s. Porta San Piero.                        |
| 15 février 1311-14 avril 1311    | Simone di Gherardo del Bello                                    | Gonf. issu du s. Borgo.                           |
| 15 février 1311-14 avril 1311    | Neri Corsini                                                    | Pr. du s. Oltrarno.                               |
| 15 février 1311-14 avril 1311    | Coppo di Borghese Dominici Migliorati (ou Domenichi Migliorati) | Pr. du s. San Piero Scheraggio.                   |
| 15 février 1311-14 avril 1311    | Dardano di Tingo Acciaiuoli                                     | Pr. du s. Borgo.                                  |
| 15 février 1311-14 avril 1311    | Vanni di Puccio Benvenuti                                       | Pr. du s. San Pancrazio.                          |
| 15 février 1311-14 avril 1311    | Nello Rinucci                                                   | Pr. du s. Porta del Duomo.                        |
| 15 février 1311-14 avril 1311    | Neri di Guido de'Ricci                                          | Pr. du s. Porta San Piero.                        |
| 15 avril 1311-14 juin 1311       | Cione d'Alberto Alberti                                         | Gonf. issu du s. San Piero Scheraggio.            |
| 15 avril 1311-14 juin 1311       | Mess. Rinaldo Casini                                            | Pr. du s. Oltrarno. Juge.                         |
| 15 avril 1311-14 juin 1311       | Manetto Bonricoveri                                             | Pr. du s. San Piero Scheraggio.                   |
| 15 avril 1311-14 juin 1311       | Neri d'Aldobrandino Bellincioni                                 | Pr. du s. Borgo.                                  |
| 15 avril 1311-14 juin 1311       | Bartolo d'Orlandino                                             | Pr. du s. San Pancrazio.                          |
| 15 avril 1311-14 juin 1311       | Neri di Forte Bezzoli (ou Bezzuoli)                             | Pr. du s. Porta del Duomo.                        |
| 15 avril 1311-14 juin 1311       | Ser Arrigo de'Rocchi                                            | Pr. du s. Porta San Piero.                        |
| 15 juin 1311-14 août 1311        | Francesco di Sassolo Sassolini                                  | Gonf. issu du s. Oltrarno.                        |
| 15 juin 1311-14 août 1311        | Neri del Zanca Guardi della Fonte                               | Pr. du s. Oltrarno.                               |
| 15 juin 1311-14 août 1311        | Lotto di Guido Mancini                                          | Pr. du s. San Piero Scheraggio.                   |
| 15 juin 1311-14 août 1311        | Coppo di Stefano Bonaiuti                                       | Pr. du s. Borgo.                                  |
| 15 juin 1311-14 août 1311        | Pagno di Mess. Bonaccorso Bordoni                               | Pr. du s. San Pancrazio.                          |
| 15 juin 1311-14 août 1311        | Lapo Bencivenni                                                 | Pr. du s. Porta del Duomo. Menuisier (legnaiolo). |
| 15 juin 1311-14 août 1311        | Bartolo di Lotto Bischeri                                       | Pr. du s. Porta San Piero.                        |
| 15 août 1311-14 octobre 1311     | Spinello di Primerano da Mosciano                               | Gonf. issu du s. San Pancrazio.                   |
| 15 août 1311-14 octobre 1311     | Priore di Ser Bartolo Banchi                                    | Pr. du s. Oltrarno.                               |
| 15 août 1311-14 octobre 1311     | Neri di Jacopo Ubertini (ou Rimbertini ?)                       | Pr. du s. San Piero Scheraggio.                   |
| 15 août 1311-14 octobre 1311     | Lapo Rinnovati                                                  | Pr. du s. Borgo.                                  |
| 15 août 1311-14 octobre 1311     | Cardinale di Mess. Alberto del Chiaro Girolami                  | Pr. du s. San Pancrazio.                          |
| 15 août 1311-14 octobre 1311     | Maestro Durante Buonfantini                                     | Pr. du s. Porta del Duomo. Médecin.               |
| 15 août 1311-14 octobre 1311     | Mess. Baldo d'Aguglione                                         | Pr. du s. Porta San Piero. Juge.                  |
| 15 octobre 1311-14 décembre 1311 | Gianni di Forese Alfani                                         | Gonf. issu du s. Porta San Piero.                 |
| 15 octobre 1311-14 décembre 1311 | Ammirato Ammirati                                               | Pr. du s. Oltrarno.                               |
| 15 octobre 1311-14 décembre 1311 | Uguccione Tizzoni                                               | Pr. du s. San Piero Scheraggio.                   |
| 15 octobre 1311-14 décembre 1311 | Ser Lamberto del Nero Cambi                                     | Pr. du s. Borgo.                                  |
| 15 octobre 1311-14 décembre 1311 | Francesco di Jacopo Smera Beccanugi                             | Pr. du s. San Pancrazio.                          |
| 15 octobre 1311-14 décembre 1311 | Buto di Ricco Davanzi                                           | Pr. du s. Porta del Duomo.                        |
| 15 octobre 1311-14 décembre 1311 | Ugolino del Zampa de'Giugni                                     | Pr. du s. Porta San Piero.                        |
| 15 décembre 1311-14 février 1312 | Loso di Lapo Strozzi                                            | Gonf. issu du s. San Pancrazio.                   |
| 15 décembre 1311-14 février 1312 | Fuccio Amadori                                                  | Pr. du s. Oltrarno.                               |
| 15 décembre 1311-14 février 1312 | Mess. Giovanni Rustichelli                                      | Pr. du s. San Piero Scheraggio. Juge.             |
| 15 décembre 1311-14 février 1312 | Lione di Tingo Acciaiuoli                                       | Pr. du s. Borgo.                                  |
| 15 décembre 1311-14 février 1312 | Ser Matteo Biliotti                                             | Pr. du s. San Pancrazio.                          |
| 15 décembre 1311-14 février 1312 | Niccolò di Mariotto da Cerreto                                  | Pr. du s. Porta del Duomo.                        |
| 15 décembre 1311-14 février 1312 | Cionetto de'Bastari                                             | Pr. du s. Porta San Piero.                        |

## 1312
| Période de gouvernement          | Gonfaloniers de Justice et Prieurs           | Notes                                  |
| -------------------------------- | -------------------------------------------- | -------------------------------------- |
| 15 décembre 1311-14 février 1312 | Loso di Lapo Strozzi                         | Gonf. issu du s. San Pancrazio.        |
| 15 décembre 1311-14 février 1312 | Fuccio Amadori                               | Pr. du s. Oltrarno.                    |
| 15 décembre 1311-14 février 1312 | Mess. Giovanni Rustichelli                   | Pr. du s. San Piero Scheraggio. Juge.  |
| 15 décembre 1311-14 février 1312 | Lione di Tingo Acciaiuoli                    | Pr. du s. Borgo.                       |
| 15 décembre 1311-14 février 1312 | Ser Matteo Biliotti                          | Pr. du s. San Pancrazio.               |
| 15 décembre 1311-14 février 1312 | Niccolò di Mariotto da Cerreto               | Pr. du s. Porta del Duomo.             |
| 15 décembre 1311-14 février 1312 | Cionetto de'Bastari                          | Pr. du s. Porta San Piero.             |
| 15 février 1312-14 avril 1312    | Gherardo di Giovanni del Baldese             | Gonf. issu du s. Oltrarno.             |
| 15 février 1312-14 avril 1312    | Bocchino Rimbaldesi                          | Pr. du s. Oltrarno.                    |
| 15 février 1312-14 avril 1312    | Miglino di Jacopo Magaldi                    | Pr. du s. San Piero Scheraggio.        |
| 15 février 1312-14 avril 1312    | Mess. Fazio di Rinaldo da Signa              | Pr. du s. Borgo.                       |
| 15 février 1312-14 avril 1312    | Filippozzo di Gherardino Gianni Mangioni     | Pr. du s. San Pancrazio.               |
| 15 février 1312-14 avril 1312    | Tedice Manovelli                             | Pr. du s. Porta del Duomo.             |
| 15 février 1312-14 avril 1312    | Giovanni d'Andrea de'Ricci                   | Pr. du s. Porta San Piero.             |
| 15 avril 1312-14 juin 1312       | Bellincione di Neri Aldobrandini             | Gonf. issu du s. Borgo.                |
| 15 avril 1312-14 juin 1312       | Giovanni dello Scelto Guidotti               | Pr. du s. Oltrarno.                    |
| 15 avril 1312-14 juin 1312       | Duccio di Gherardino Magalotti               | Pr. du s. San Piero Scheraggio.        |
| 15 avril 1312-14 juin 1312       | Dardo di Maso Bonciani                       | Pr. du s. Borgo.                       |
| 15 avril 1312-14 juin 1312       | Salvino d'Albizzo Orlandini                  | Pr. du s. San Pancrazio.               |
| 15 avril 1312-14 juin 1312       | Bartolo di Borgo Rinaldi                     | Pr. du s. Porta del Duomo.             |
| 15 avril 1312-14 juin 1312       | Passa di Zato Passavanti                     | Pr. du s. Porta San Piero.             |
| 15 juin 1312-14 août 1312        | Giannozzo di Duccio Bucelli                  | Gonf. issu du s. San Piero Scheraggio. |
| 15 juin 1312-14 août 1312        | Guccio di Rinaldo da Panzano                 | Pr. du s. Oltrarno.                    |
| 15 juin 1312-14 août 1312        | Giovanni di Lamberto dell'Antella            | Pr. du s. San Piero Scheraggio.        |
| 15 juin 1312-14 août 1312        | Pazzino di Gusgio Pesci                      | Pr. du s. Borgo.                       |
| 15 juin 1312-14 août 1312        | Vanni di Puccio Benvenuti                    | Pr. du s. San Pancrazio.               |
| 15 juin 1312-14 août 1312        | Bartolo di Cante degli Aglioni (ou Anchioni) | Pr. du s. Porta del Duomo.             |
| 15 juin 1312-14 août 1312        | Jacopo di Ser Spigliato da Filicaia          | Pr. du s. Porta San Piero.             |
| 15 août 1312-14 octobre 1312     | Bonino di Lippo de'Medici                    | Gonf. issu du s. Porta del Duomo.      |
| 15 août 1312-14 octobre 1312     | Bencino del Sanna Benci                      | Pr. du s. Oltrarno.                    |
| 15 août 1312-14 octobre 1312     | Fuccio del Maestro                           | Pr. du s. San Piero Scheraggio.        |
| 15 août 1312-14 octobre 1312     | Francesco Rustichi                           | Pr. du s. Borgo.                       |
| 15 août 1312-14 octobre 1312     | Giunta di Nardo di Giunta Rucellai           | Pr. du s. San Pancrazio.               |
| 15 août 1312-14 octobre 1312     | Vieri del Bello Rondinelli                   | Pr. du s. Porta del Duomo.             |
| 15 août 1312-14 octobre 1312     | Lippo di Bartolo degli Albizzi               | Pr. du s. Porta San Piero.             |
| 15 octobre 1312-14 décembre 1312 | Cambino di Geri di Jacopo Jacopi             | Gonf. issu du s. Porta San Piero.      |
| 15 octobre 1312-14 décembre 1312 | Bartolo di Bardo da Montespertoli            | Pr. du s. Oltrarno.                    |
| 15 octobre 1312-14 décembre 1312 | Cecco di Cenni Temagnini                     | Pr. du s. San Piero Scheraggio.        |
| 15 octobre 1312-14 décembre 1312 | Gentile di Mess. Oddo degli Altoviti         | Pr. du s. Borgo.                       |
| 15 octobre 1312-14 décembre 1312 | Lioncino di Mess. Alberto de'Girolami        | Pr. du s. San Pancrazio.               |
| 15 octobre 1312-14 décembre 1312 | Maruccio di Ser Geremia del Beccuto          | Pr. du s. Porta del Duomo.             |
| 15 octobre 1312-14 décembre 1312 | Taddeo di Salvino Dirittafede                | Pr. du s. Porta San Piero.             |
| 15 décembre 1312-14 février 1313 | Mosciano di Mari da Mosciano                 | Gonf. issu du s. San Pancrazio.        |
| 15 décembre 1312-14 février 1313 | Arrigo di Sassolo Sassolini                  | Pr. du s. Oltrarno.                    |
| 15 décembre 1312-14 février 1313 | Ser Naddo di Ser Benincasa                   | Pr. du s. San Piero Scheraggio.        |
| 15 décembre 1312-14 février 1313 | Tuccio di Dello degli Scilinguati            | Pr. du s. Borgo.                       |
| 15 décembre 1312-14 février 1313 | Anselmo di Palla Anselmi                     | Pr. du s. San Pancrazio.               |
| 15 décembre 1312-14 février 1313 | Vanni d'Oderigo Bellandi                     | Pr. du s. Porta del Duomo.             |
| 15 décembre 1312-14 février 1313 | Mess. Baldo d'Aguglione                      | Pr. du s. Porta San Piero.             |

## 1313
| Période de gouvernement          | Gonfaloniers de Justice et Prieurs                                          | Notes                                               |
| -------------------------------- | --------------------------------------------------------------------------- | --------------------------------------------------- |
| 15 décembre 1312-14 février 1313 | Mosciano di Mari da Mosciano                                                | Gonf. issu du s. San Pancrazio.                     |
| 15 décembre 1312-14 février 1313 | Arrigo di Sassolo Sassolini                                                 | Pr. du s. Oltrarno.                                 |
| 15 décembre 1312-14 février 1313 | Ser Naddo di Ser Benincasa                                                  | Pr. du s. San Piero Scheraggio.                     |
| 15 décembre 1312-14 février 1313 | Tuccio di Dello degli Scilinguati                                           | Pr. du s. Borgo.                                    |
| 15 décembre 1312-14 février 1313 | Anselmo di Palla Anselmi                                                    | Pr. du s. San Pancrazio.                            |
| 15 décembre 1312-14 février 1313 | Vanni d'Oderigo Bellandi                                                    | Pr. du s. Porta del Duomo.                          |
| 15 décembre 1312-14 février 1313 | Mess. Baldo d'Aguglione                                                     | Pr. du s. Porta San Piero.                          |
| 15 février 1313-14 avril 1313    | Battezzino di Berti Battezzoni                                              | Gonf. issu du s. Oltrarno.                          |
| 15 février 1313-14 avril 1313    | Dino Bernardini                                                             | Pr. du s. Oltrarno.                                 |
| 15 février 1313-14 avril 1313    | Bonaccorso di Geri del Bianco del Bello                                     | Pr. du s. San Piero Scheraggio.                     |
| 15 février 1313-14 avril 1313    | Ser Medico Aliotti                                                          | Pr. du s. Borgo.                                    |
| 15 février 1313-14 avril 1313    | Pagno di Strozza Strozzi                                                    | Pr. du s. San Pancrazio.                            |
| 15 février 1313-14 avril 1313    | Neri di Forte Bezzoli (ou Bezzuoli)                                         | Pr. du s. Porta del Duomo.                          |
| 15 février 1313-14 avril 1313    | Giachetto di Pagno de'Bastari                                               | Pr. du s. Porta San Piero                           |
| 15 avril 1313-14 juin 1313       | Francesco Corsi                                                             | Gonf. issu du s. Borgo.                             |
| 15 avril 1313-14 juin 1313       | Matteo Biliotti                                                             | Pr. du s. Oltrarno.                                 |
| 15 avril 1313-14 juin 1313       | Jacopo di Mess. Berlinghieri Marsili                                        | Pr. du s. Oltrarno.                                 |
| 15 avril 1313-14 juin 1313       | Giovanni di Feo Bulletti (ou Buglietti)                                     | Pr. du s. San Piero Scheraggio.                     |
| 15 avril 1313-14 juin 1313       | Gherardo di Ricco Baroncelli                                                | Pr. du s. San Piero Scheraggio.                     |
| 15 avril 1313-14 juin 1313       | Bonaccorso di Cino della Badessa                                            | Pr. du s. Borgo.                                    |
| 15 avril 1313-14 juin 1313       | Maestro Giovanni di Lapo Guglielmi                                          | Pr. du s. San Pancrazio.                            |
| 15 avril 1313-14 juin 1313       | Filippo Aldobrandini                                                        | Pr. du s. San Pancrazio.                            |
| 15 avril 1313-14 juin 1313       | Mess. Alberto Rosoni                                                        | Pr. du s. Porta del Duomo. Juge.                    |
| 15 avril 1313-14 juin 1313       | Donato di Lapo Viviani                                                      | Pr. du s. Porta del Duomo.                          |
| 15 avril 1313-14 juin 1313       | Lapo di Jacopo Covoni                                                       | Pr. du s. Porta San Piero.                          |
| 15 avril 1313-14 juin 1313       | Chiaramontese degli Uccellini (ou Chiermontese degli Uccellini)             | Pr. du s. Porta San Piero.                          |
| 15 juin 1313-14 août 1313        | Zato di Taddeo Passavanti (ou Zato di Gaddo Passavanti)                     | Gonf. issu du s. Porta San Piero.                   |
| 15 juin 1313-14 août 1313        | Lapo di Mess. Angiolino de'Magli                                            | Pr. du s. Oltrarno.                                 |
| 15 juin 1313-14 août 1313        | Gherardino Gianni                                                           | Pr. du s. Oltrarno.                                 |
| 15 juin 1313-14 août 1313        | Giovanni Bartoli Usimbardi                                                  | Pr. du s. San Piero Scheraggio.                     |
| 15 juin 1313-14 août 1313        | Gamoro di Folco Baroncelli (ou Giamoro Folchi)                              | Pr. du s. San Piero Scheraggio.                     |
| 15 juin 1313-14 août 1313        | Lapo Valori                                                                 | Pr. du s. Borgo.                                    |
| 15 juin 1313-14 août 1313        | More Ubaldini                                                               | Pr. du s. Borgo.                                    |
| 15 juin 1313-14 août 1313        | Pagno di Bonaccorso Bordini                                                 | Pr. du s. San Pancrazio.                            |
| 15 juin 1313-14 août 1313        | Giovanni Gherardini                                                         | Pr. du s. San Pancrazio.                            |
| 15 juin 1313-14 août 1313        | Taddeo di Mess. Aldobrando da Cerreto                                       | Pr. du s. Porta del Duomo.                          |
| 15 juin 1313-14 août 1313        | Vieri di Guccio Ducci                                                       | Pr. du s. Porta del Duomo. Apothicaire (speziale).  |
| 15 juin 1313-14 août 1313        | Lapo Rinaldi                                                                | Pr. du s. Porta San Piero.                          |
| 15 août 1313-14 octobre 1313     | Bello di Lippo Mancini                                                      | Gonf. issu du s. San Piero Scheraggio.              |
| 15 août 1313-14 octobre 1313     | Banco di Ser Bartolo Banchi                                                 | Pr. du s. Oltrarno.                                 |
| 15 août 1313-14 octobre 1313     | Cino Martini                                                                | Pr. du s. Oltrarno.                                 |
| 15 août 1313-14 octobre 1313     | Filippo di Pacino Peruzzi                                                   | Pr. du s. San Piero Scheraggio.                     |
| 15 août 1313-14 octobre 1313     | Dardano Acciaiuoli                                                          | Pr. du s. Borgo.                                    |
| 15 août 1313-14 octobre 1313     | Cambio di Guido del Chiaro Bonciani                                         | Pr. du s. Borgo.                                    |
| 15 août 1313-14 octobre 1313     | Mess. Orlando Marini                                                        | Pr. du s. San Pancrazio. Juge.                      |
| 15 août 1313-14 octobre 1313     | Bindello di Simone Beccanugi                                                | Pr. du s. San Pancrazio.                            |
| 15 août 1313-14 octobre 1313     | Nigi Dietisalvi                                                             | Pr. du s. Porta del Duomo.                          |
| 15 août 1313-14 octobre 1313     | Borgognone di Fiorentino                                                    | Pr. du s. Porta del Duomo.                          |
| 15 août 1313-14 octobre 1313     | Biliotto Alfani                                                             | Pr. du s. Porta San Piero.                          |
| 15 août 1313-14 octobre 1313     | Francesco di Biliotto Tornabelli                                            | Pr. du s. Porta San Piero.                          |
| 15 octobre 1313-14 décembre 1313 | Betto di Rinaldo Betti                                                      | Gonf. issu du s. Porta del Duomo.                   |
| 15 octobre 1313-14 décembre 1313 | Mess. Geppo del Maestro Lamberto                                            | Pr. du s. Oltrarno. Expert en droit (iurisperitus). |
| 15 octobre 1313-14 décembre 1313 | Lorenzo d'Aglino Aglioni                                                    | Pr. du s. Oltrarno.                                 |
| 15 octobre 1313-14 décembre 1313 | Alberto di Mess. Jacopo Alberti del Giudice                                 | Pr. du s. San Piero Scheraggio.                     |
| 15 octobre 1313-14 décembre 1313 | Coppo di Borghese Migliorati                                                | Pr. du s. San Piero Scheraggio.                     |
| 15 octobre 1313-14 décembre 1313 | Meglio di Albizzo Fagiuoli                                                  | Pr. du s. Borgo.                                    |
| 15 octobre 1313-14 décembre 1313 | Cambino di Neri Cambi                                                       | Pr. du s. Borgo.                                    |
| 15 octobre 1313-14 décembre 1313 | Dino di Ciaio di Ristoro del Baglione (ou Dino di Ciaio Ristori del Barone) | Pr. du s. San Pancrazio.                            |
| 15 octobre 1313-14 décembre 1313 | Mari Albizzi (ou Albizzoni)                                                 | Pr. du s. San Pancrazio                             |
| 15 octobre 1313-14 décembre 1313 | Ser Manno Talenti da Sesto                                                  | Pr. du s. Porta del Duomo.                          |
| 15 octobre 1313-14 décembre 1313 | Bonaiuto Lamberti                                                           | Pr. du s. Porta San Piero.                          |
| 15 octobre 1313-14 décembre 1313 | Bartolo di Lotto Bischeri                                                   | Pr. du s. Porta San Piero.                          |
| 15 décembre 1313-14 février 1314 | Banco di Lippo Gianni                                                       | Gonf. issu du s. San Pancrazio.                     |
| 15 décembre 1313-14 février 1314 | Boninsegna d'Angiolino Machiavelli (ou d'Agnolino Machiavelli)              | Pr. du s. Oltrarno.                                 |
| 15 décembre 1313-14 février 1314 | Neri Corsini                                                                | Pr. du s. Oltrarno.                                 |
| 15 décembre 1313-14 février 1314 | Tommaso di Duccio Magalotti                                                 | Pr. du s. San Piero Scheraggio.                     |
| 15 décembre 1313-14 février 1314 | Simone di Duccio del Macca                                                  | Pr. du s. San Piero Scheraggio.                     |
| 15 décembre 1313-14 février 1314 | Simone del Bello Gherardi                                                   | Pr. du s. Borgo.                                    |
| 15 décembre 1313-14 février 1314 | Giotto di Fantone Angelotti                                                 | Pr. du s. Borgo.                                    |
| 15 décembre 1313-14 février 1314 | Lippo di Ricco Arlotti                                                      | Pr. du s. San Pancrazio.                            |
| 15 décembre 1313-14 février 1314 | Ardingo di Buonagiunta de'Medici                                            | Pr. du s. Porta del Duomo.                          |
| 15 décembre 1313-14 février 1314 | Lippo di Giovanni Cornacchini                                               | Pr. du s. Porta del Duomo.                          |
| 15 décembre 1313-14 février 1314 | Ser Arrigo de'Rocchi                                                        | Pr. du s. Porta San Piero.                          |
| 15 décembre 1313-14 février 1314 | Pagnino di Lando degli Albizzi                                              | Pr. du s. Porta San Piero.                          |

## 1314
| Période de gouvernement          | Gonfaloniers de Justice et Prieurs                                            | Notes                                                      |
| -------------------------------- | ----------------------------------------------------------------------------- | ---------------------------------------------------------- |
| 15 décembre 1313-14 février 1314 | Banco di Lippo Gianni                                                         | Gonf. issu du s. San Pancrazio.                            |
| 15 décembre 1313-14 février 1314 | Boninsegna d'Angiolino Machiavelli (ou d'Agnolino Machiavelli)                | Pr. du s. Oltrarno.                                        |
| 15 décembre 1313-14 février 1314 | Neri Corsini                                                                  | Pr. du s. Oltrarno.                                        |
| 15 décembre 1313-14 février 1314 | Tommaso di Duccio Magalotti                                                   | Pr. du s. San Piero Scheraggio.                            |
| 15 décembre 1313-14 février 1314 | Simone di Duccio del Macca                                                    | Pr. du s. San Piero Scheraggio.                            |
| 15 décembre 1313-14 février 1314 | Simone del Bello Gherardi                                                     | Pr. du s. Borgo.                                           |
| 15 décembre 1313-14 février 1314 | Giotto di Fantone Angelotti                                                   | Pr. du s. Borgo.                                           |
| 15 décembre 1313-14 février 1314 | Lippo di Ricco Arlotti                                                        | Pr. du s. San Pancrazio.                                   |
| 15 décembre 1313-14 février 1314 | Ardingo di Buonagiunta de'Medici                                              | Pr. du s. Porta del Duomo.                                 |
| 15 décembre 1313-14 février 1314 | Lippo di Giovanni Cornacchini                                                 | Pr. du s. Porta del Duomo.                                 |
| 15 décembre 1313-14 février 1314 | Ser Arrigo de'Rocchi                                                          | Pr. du s. Porta San Piero.                                 |
| 15 décembre 1313-14 février 1314 | Pagnino di Lando degli Albizzi                                                | Pr. du s. Porta San Piero.                                 |
| 15 février 1314-14 avril 1314    | Cipriano di Buonaguida                                                        | Gonf. issu du s. Oltrarno.                                 |
| 15 février 1314-14 avril 1314    | Noffo di Guido Buonafedi (ou Bonaffedi)                                       | Pr. du s. Oltrarno.                                        |
| 15 février 1314-14 avril 1314    | Donato di Lamberto dell'Antella                                               | Pr. du s. San Piero Scheraggio.                            |
| 15 février 1314-14 avril 1314    | Francesco di Maso Unganelli                                                   | Pr. du s. San Piero Scheraggio.                            |
| 15 février 1314-14 avril 1314    | Francesco d'Ubaldino Ardinghelli                                              | Pr. du s. Borgo.                                           |
| 15 février 1314-14 avril 1314    | Coppo di Stefano Bonaiuti                                                     | Pr. du s. Borgo.                                           |
| 15 février 1314-14 avril 1314    | Nino di Giunta Rucellai                                                       | Pr. du s. San Pancrazio.                                   |
| 15 février 1314-14 avril 1314    | Naddo Casini                                                                  | Pr. du s. San Pancrazio.                                   |
| 15 février 1314-14 avril 1314    | Nello Rinucci                                                                 | Pr. du s. Porta del Duomo.                                 |
| 15 février 1314-14 avril 1314    | Tieri di Bindo Ambrogi                                                        | Pr. du s. Porta del Duomo.                                 |
| 15 février 1314-14 avril 1314    | Mess. Bartolo de'Ricci                                                        | Pr. du s. Porta San Piero. Expert en droit (iurisperitus). |
| 15 février 1314-14 avril 1314    | Maestro Cambio del Maestro Salvi Salviati                                     | Pr. du s. Porta San Piero. Médecin.                        |
| 15 avril 1314-14 juin 1314       | Ruggierino di Ser Benci                                                       | Gonf. issu du s. Porta San Piero.                          |
| 15 avril 1314-14 juin 1314       | Catellino Aldobrandi                                                          | Pr. du s. Oltrarno.                                        |
| 15 avril 1314-14 juin 1314       | Ricco di Mico del Cappone (ou Capponi)                                        | Pr. du s. Oltrarno.                                        |
| 15 avril 1314-14 juin 1314       | Totto Tedaldi                                                                 | Pr. du s. San Piero Scheraggio.                            |
| 15 avril 1314-14 juin 1314       | Talento di Lapo di Talento Bucelli                                            | Pr. du s. San Piero Scheraggio.                            |
| 15 avril 1314-14 juin 1314       | Lapo Rinnovati                                                                | Pr. du s. Borgo.                                           |
| 15 avril 1314-14 juin 1314       | Giovanni di Cocchio Compagni                                                  | Pr. du s. Borgo.                                           |
| 15 avril 1314-14 juin 1314       | Dante Rinaldi                                                                 | Pr. du s. San Pancrazio.                                   |
| 15 avril 1314-14 juin 1314       | Piero Guglielmi (Stracciabende ?)                                             | Pr. du s. San Pancrazio.                                   |
| 15 avril 1314-14 juin 1314       | Feo Arrighi                                                                   | Pr. du s. Porta del Duomo.                                 |
| 15 avril 1314-14 juin 1314       | Gherardo di Lapo Paganelli                                                    | Pr. du s. Porta del Duomo.                                 |
| 15 avril 1314-14 juin 1314       | Durante di Mess. Buonfantino                                                  | Pr. du s. Porta San Piero.                                 |
| 15 juin 1314-14 août 1314        | Vanni Donnini                                                                 | Gonf. issu du s. Borgo.                                    |
| 15 juin 1314-14 août 1314        | Giovanni Bonaccorsi                                                           | Pr. du s. Oltrarno.                                        |
| 15 juin 1314-14 août 1314        | Benozzo d'Andrea Amadori                                                      | Pr. du s. Oltrarno.                                        |
| 15 juin 1314-14 août 1314        | Neri di Jacopo Rimbertini                                                     | Pr. du s. San Piero Scheraggio.                            |
| 15 juin 1314-14 août 1314        | Nigi Spigliati                                                                | Pr. du s. San Piero Scheraggio.                            |
| 15 juin 1314-14 août 1314        | Ser Scotto di Ser Benincasa d'Altomena                                        | Pr. du s. Borgo.                                           |
| 15 juin 1314-14 août 1314        | Fellaio Capitani                                                              | Pr. du s. San Pancrazio.                                   |
| 15 juin 1314-14 août 1314        | Guglielmo Jacopi                                                              | Pr. du s. San Pancrazio.                                   |
| 15 juin 1314-14 août 1314        | Lapo Bencivenni                                                               | Pr. du s. Porta del Duomo.                                 |
| 15 juin 1314-14 août 1314        | Giacomo Marignolli                                                            | Pr. du s. Porta del Duomo.                                 |
| 15 juin 1314-14 août 1314        | Falco de'Giugni                                                               | Pr. du s. Porta San Piero.                                 |
| 15 juin 1314-14 août 1314        | Albizzo Cambi                                                                 | Pr. du s. Porta San Piero.                                 |
| 15 août 1314-14 octobre 1314     | Pierozzo Alberti                                                              | Gonf. issu du s. San Piero Scheraggio.                     |
| 15 août 1314-14 octobre 1314     | Francesco di Sassolo Sassolini                                                | Pr. du s. Oltrarno.                                        |
| 15 août 1314-14 octobre 1314     | Banchello del Buono                                                           | Pr. du s. Oltrarno.                                        |
| 15 août 1314-14 octobre 1314     | Giuliano di Manetto Bonricoveri                                               | Pr. du s. San Piero Scheraggio.                            |
| 15 août 1314-14 octobre 1314     | Ser Gianni Siminetti                                                          | Pr. du s. Borgo.                                           |
| 15 août 1314-14 octobre 1314     | Pegolotto di Mess. Oddo Altoviti                                              | Pr. du s. Borgo.                                           |
| 15 août 1314-14 octobre 1314     | Lippo di Pagno Strozzi                                                        | Pr. du s. San Pancrazio.                                   |
| 15 août 1314-14 octobre 1314     | Michele di Cione Maffei                                                       | Pr. du s. San Pancrazio.                                   |
| 15 août 1314-14 octobre 1314     | Bezzolo di Forte Bezzoli (ou Bezolo de'Bezoli, ou Bezzola del Forte Bezzuoli) | Pr. du s. Porta del Duomo.                                 |
| 15 août 1314-14 octobre 1314     | Tinoro di Nardo Guasconi                                                      | Pr. du s. Porta del Duomo.                                 |
| 15 août 1314-14 octobre 1314     | Ser Cione Uberti                                                              | Pr. du s. Porta San Piero                                  |
| 15 août 1314-14 octobre 1314     | Matteo Benvenuti                                                              | Pr. du s. Porta San Piero                                  |
| 15 octobre 1314-14 décembre 1314 | Averardo de'Medici                                                            | Gonf. issu du s. Porta del Duomo.                          |
| 15 octobre 1314-14 décembre 1314 | Geri di Stefano Soderini                                                      | Pr. du s. Oltrarno.                                        |
| 15 octobre 1314-14 décembre 1314 | Giotto d'Arnoldo Peruzzi                                                      | Pr. du s. San Piero Scheraggio.                            |
| 15 octobre 1314-14 décembre 1314 | Dardano di Tingo Acciaiuoli                                                   | Pr. du s. Borgo.                                           |
| 15 octobre 1314-14 décembre 1314 | Vanni di Puccio Benvenuti                                                     | Pr. du s. San Pancrazio.                                   |
| 15 octobre 1314-14 décembre 1314 | Nello Rinucci                                                                 | Pr. du s. Porta del Duomo.                                 |
| 15 octobre 1314-14 décembre 1314 | Bartolo di Lotto Bischeri                                                     | Pr. du s. Porta San Piero.                                 |
| 15 décembre 1314-14 février 1315 | Giovanni di Gherardino Malegonnelle                                           | Gonf. issu du s. San Pancrazio.                            |
| 15 décembre 1314-14 février 1315 | Boninsegna d'Angiolino Machiavelli                                            | Pr. du s. Oltrarno.                                        |
| 15 décembre 1314-14 février 1315 | Neri di Mess. Jacopo del Giudice Alberti                                      | Pr. du s. San Piero Scheraggio.                            |
| 15 décembre 1314-14 février 1315 | Niccolò di Jacopo Altoviti                                                    | Pr. du s. Borgo.                                           |
| 15 décembre 1314-14 février 1315 | Cenni di Nardo di Giunta Rucellai                                             | Pr. du s. San Pancrazio.                                   |
| 15 décembre 1314-14 février 1315 | Donato di Lapo Viviani                                                        | Pr. du s. Porta del Duomo.                                 |
| 15 décembre 1314-14 février 1315 | Ricciardo di Cione de'Ricci                                                   | Pr. du s. Porta San Piero.                                 |

## 1315
| Période de gouvernement          | Gonfaloniers de Justice et Prieurs                                  | Notes                                  |
| -------------------------------- | ------------------------------------------------------------------- | -------------------------------------- |
| 15 décembre 1314-14 février 1315 | Giovanni di Gherardino Malegonnelle                                 | Gonf. issu du s. San Pancrazio.        |
| 15 décembre 1314-14 février 1315 | Boninsegna d'Angiolino Machiavelli                                  | Pr. du s. Oltrarno.                    |
| 15 décembre 1314-14 février 1315 | Neri di Mess. Jacopo del Giudice Alberti                            | Pr. du s. San Piero Scheraggio.        |
| 15 décembre 1314-14 février 1315 | Niccolò di Jacopo Altoviti                                          | Pr. du s. Borgo.                       |
| 15 décembre 1314-14 février 1315 | Cenni di Nardo di Giunta Rucellai                                   | Pr. du s. San Pancrazio.               |
| 15 décembre 1314-14 février 1315 | Donato di Lapo Viviani                                              | Pr. du s. Porta del Duomo.             |
| 15 décembre 1314-14 février 1315 | Ricciardo di Cione de'Ricci                                         | Pr. du s. Porta San Piero.             |
| 15 février 1315-14 avril 1315    | Jacopo di Mess. Berlinghieri Marsili                                | Gonf. issu du s. Oltrarno.             |
| 15 février 1315-14 avril 1315    | Cino Martini                                                        | Pr. du s. Oltrarno.                    |
| 15 février 1315-14 avril 1315    | Bencivenni di Folco Folchi                                          | Pr. du s. San Piero Scheraggio.        |
| 15 février 1315-14 avril 1315    | Rinuccio di Cocchio Compagni                                        | Pr. du s. Borgo.                       |
| 15 février 1315-14 avril 1315    | Filippo Aldobrandini                                                | Pr. du s. San Pancrazio.               |
| 15 février 1315-14 avril 1315    | Dino del Chiaro Cornacchini                                         | Pr. du s. Porta del Duomo.             |
| 15 février 1315-14 avril 1315    | Ricco di Ser Compagno degli Albizzi                                 | Pr. du s. Porta San Piero.             |
| 15 avril 1315-14 juin 1315       | Cionetto di Giovenco de'Bastari                                     | Gonf. issu du s. Porta San Piero.      |
| 15 avril 1315-14 juin 1315       | Neri Corsini                                                        | Pr. du s. Oltrarno.                    |
| 15 avril 1315-14 juin 1315       | Donato di Lamberto dell'Antella                                     | Pr. du s. San Piero Scheraggio.        |
| 15 avril 1315-14 juin 1315       | Francesco d'Ubaldino Ardinghelli                                    | Pr. du s. Borgo.                       |
| 15 avril 1315-14 juin 1315       | Lapo dello Strozza Strozzi                                          | Pr. du s. San Pancrazio.               |
| 15 avril 1315-14 juin 1315       | Vieri del Bello Rondinelli                                          | Pr. du s. Porta del Duomo.             |
| 15 avril 1315-14 juin 1315       | Maestro Cambio del Maestro Salvi Salviati                           | Pr. du s. Porta San Piero.             |
| 15 juin 1315-14 août 1315        | Migliorato Domenichi (ou Dominici)                                  | Gonf. issu du s. San Piero Scheraggio. |
| 15 juin 1315-14 août 1315        | Noffo di Guido Buonafedi (ou Bonaffedi)                             | Pr. du s. Oltrarno.                    |
| 15 juin 1315-14 août 1315        | Tano di Mico Baroncelli (ou Tano di Michele Baroncelli ?)           | Pr. du s. San Piero Scheraggio.        |
| 15 juin 1315-14 août 1315        | Monte Acciaiuoli                                                    | Pr. du s. Borgo.                       |
| 15 juin 1315-14 août 1315        | Anselmo di Palla Anselmi                                            | Pr. du s. San Pancrazio.               |
| 15 juin 1315-14 août 1315        | Guccio di Bonagiunta de'Medici (ou Guccio di Bonaguida de'Medici ?) | Pr. du s. Porta del Duomo.             |
| 15 juin 1315-14 août 1315        | Ruggierino di Ser Benci                                             | Pr. du s. Porta San Piero.             |
| 15 août 1315-14 octobre 1315     | Coppo di Stefano Bonaiuti                                           | Gonf. issu du s. Borgo.                |
| 15 août 1315-14 octobre 1315     | Lapo di Mess. Angiolino de'Magli                                    | Pr. du s. Oltrarno.                    |
| 15 août 1315-14 octobre 1315     | Lapo di Talento Bucelli                                             | Pr. du s. San Piero Scheraggio.        |
| 15 août 1315-14 octobre 1315     | Ser Lamberto del Nero Cambi                                         | Pr. du s. Borgo.                       |
| 15 août 1315-14 octobre 1315     | Filippozzo di Gherardino Gianni Mangioni                            | Pr. du s. San Pancrazio.               |
| 15 août 1315-14 octobre 1315     | Taddeo di Mess. Aldobrando da Cerreto                               | Pr. du s. Porta del Duomo.             |
| 15 août 1315-14 octobre 1315     | Francesco di Biliotto Tornabelli                                    | Pr. du s. Porta San Piero.             |
| 15 octobre 1315-14 décembre 1315 | Nello Rinucci                                                       | Gonf. issu du s. Porta del Duomo.      |
| 15 octobre 1315-14 décembre 1315 | Catellino Aldobrandi                                                | Pr. du s. Oltrarno.                    |
| 15 octobre 1315-14 décembre 1315 | Bello di Lippo Mancini                                              | Pr. du s. San Piero Scheraggio.        |
| 15 octobre 1315-14 décembre 1315 | Tuccio di Dello degli Scilinguati                                   | Pr. du s. Borgo.                       |
| 15 octobre 1315-14 décembre 1315 | Ciangheri di Boninsegna Beccanugi (ou Cianglieri Beccanugi)         | Pr. du s. San Pancrazio.               |
| 15 octobre 1315-14 décembre 1315 | Mess. Alberto di Rosone Ristori                                     | Pr. du s. Porta del Duomo. Juge.       |
| 15 octobre 1315-14 décembre 1315 | Neri di Guido de'Ricci                                              | Pr. du s. Porta San Piero.             |
| 15 décembre 1315-14 février 1316 | Michele di Cione Maffei                                             | Gonf. issu du s. San Pancrazio.        |
| 15 décembre 1315-14 février 1316 | Bancherone di Cione degli Aglioni                                   | Pr. du s. Oltrarno.                    |
| 15 décembre 1315-14 février 1316 | Coppo di Borghese Migliorati                                        | Pr. du s. San Piero Scheraggio.        |
| 15 décembre 1315-14 février 1316 | Pesce di Gusgio Pesci                                               | Pr. du s. Borgo.                       |
| 15 décembre 1315-14 février 1316 | Ubertino di Rosso Strozzi                                           | Pr. du s. San Pancrazio.               |
| 15 décembre 1315-14 février 1316 | Betto Rinaldi                                                       | Pr. du s. Porta del Duomo.             |
| 15 décembre 1315-14 février 1316 | Ser Arrigo de'Rocchi                                                | Pr. du s. Porta San Piero.             |

## 1316
| Période de gouvernement          | Gonfaloniers de Justice et Prieurs                           | Notes                                                             |
| -------------------------------- | ------------------------------------------------------------ | ----------------------------------------------------------------- |
| 15 décembre 1315-14 février 1316 | Michele di Cione Maffei                                      | Gonf. issu du s. San Pancrazio.                                   |
| 15 décembre 1315-14 février 1316 | Bancherone di Cione degli Aglioni                            | Pr. du s. Oltrarno.                                               |
| 15 décembre 1315-14 février 1316 | Coppo di Borghese Migliorati                                 | Pr. du s. San Piero Scheraggio.                                   |
| 15 décembre 1315-14 février 1316 | Pesce di Gusgio Pesci                                        | Pr. du s. Borgo.                                                  |
| 15 décembre 1315-14 février 1316 | Ubertino di Rosso Strozzi                                    | Pr. du s. San Pancrazio.                                          |
| 15 décembre 1315-14 février 1316 | Betto Rinaldi                                                | Pr. du s. Porta del Duomo.                                        |
| 15 décembre 1315-14 février 1316 | Ser Arrigo de'Rocchi                                         | Pr. du s. Porta San Piero.                                        |
| 15 février 1316-14 avril 1316    | Cino Martini                                                 | Gonf. issu du s. Oltrarno.                                        |
| 15 février 1316-14 avril 1316    | Priore di Ser Bartolo Banchi                                 | Pr. du s. Oltrarno.                                               |
| 15 février 1316-14 avril 1316    | Giovanni di Lamberto dell'Antella                            | Pr. du s. San Piero Scheraggio.                                   |
| 15 février 1316-14 avril 1316    | Bonincontro di Jacopo Ghiselli                               | Pr. du s. Borgo.                                                  |
| 15 février 1316-14 avril 1316    | Duccio di Palla Anselmi                                      | Pr. du s. San Pancrazio.                                          |
| 15 février 1316-14 avril 1316    | Vieri del Bello Rondinelli                                   | Pr. du s. Porta del Duomo.                                        |
| 15 février 1316-14 avril 1316    | Bartolo di Lotto Bischeri                                    | Pr. du s. Porta San Piero.                                        |
| 15 avril 1316-14 juin 1316       | Fazio de'Giugni                                              | Gonf. issu du s. Porta San Piero.                                 |
| 15 avril 1316-14 juin 1316       | Gherardino Gianni                                            | Pr. du s. Oltrarno.                                               |
| 15 avril 1316-14 juin 1316       | Duccio di Guido Mancini                                      | Pr. du s. San Piero Scheraggio.                                   |
| 15 avril 1316-14 juin 1316       | Francesco di Corso Corsi                                     | Pr. du s. Borgo.                                                  |
| 15 avril 1316-14 juin 1316       | Lippo di Puccio Benvenuti                                    | Pr. du s. San Pancrazio.                                          |
| 15 avril 1316-14 juin 1316       | Ardingo di Buonagiunta de'Medici                             | Pr. du s. Porta del Duomo.                                        |
| 15 avril 1316-14 juin 1316       | Maestro Cambio del Maestro Salvi Salviati                    | Pr. du s. Porta San Piero.                                        |
| 15 juin 1316-14 août 1316        | Mess. Fazio di Rinaldo da Signa                              | Gonf. issu du s. Borgo. Expert en droit (iurisperitus).           |
| 15 juin 1316-14 août 1316        | Arrigo di Sassolo Sassolini                                  | Pr. du s. Oltrarno.                                               |
| 15 juin 1316-14 août 1316        | Gherardo Magaldi                                             | Pr. du s. San Piero Scheraggio.                                   |
| 15 juin 1316-14 août 1316        | Gentile di Mess. Oddo Altoviti                               | Pr. du s. Borgo.                                                  |
| 15 juin 1316-14 août 1316        | Giunta di Nardo di Giunta Rucellai                           | Pr. du s. San Pancrazio.                                          |
| 15 juin 1316-14 août 1316        | Neri di Forte Bezzoli (ou Bezzuoli)                          | Pr. du s. Porta del Duomo.                                        |
| 15 juin 1316-14 août 1316        | Ricciardo di Cione de'Ricci (ou Riccardo di Tone de'Ricci ?) | Pr. du s. Porta San Piero.                                        |
| 15 août 1316-14 octobre 1316     | Ser Bellincione Cacciafuori                                  | Gonf. issu du s. Oltrarno.                                        |
| 15 août 1316-14 octobre 1316     | Bencino del Sanna Benci                                      | Pr. du s. Oltrarno.                                               |
| 15 août 1316-14 octobre 1316     | Neri Pepi                                                    | Pr. du s. San Piero Scheraggio.                                   |
| 15 août 1316-14 octobre 1316     | Stoldo di Francesco Ardinghelli                              | Pr. du s. Borgo.                                                  |
| 15 août 1316-14 octobre 1316     | Lippo di Ricco Arlotti                                       | Pr. du s. San Pancrazio.                                          |
| 15 août 1316-14 octobre 1316     | Zucchero Bonaiuti                                            | Pr. du s. Porta del Duomo.                                        |
| 15 août 1316-14 octobre 1316     | Albizzo del Ricco degli Albizzi                              | Pr. du s. Porta San Piero.                                        |
| 15 octobre 1316-14 décembre 1316 | Mess. Gherardo da Castelfiorentino                           | Gonf. issu du s. Porta del Duomo. Expert en droit (iurisperitus). |
| 15 octobre 1316-14 décembre 1316 | Matteo Biliotti                                              | Pr. du s. Oltrarno.                                               |
| 15 octobre 1316-14 décembre 1316 | Bocchino di Chiaro Rimbaldesi                                | Pr. du s. Oltrarno.                                               |
| 15 octobre 1316-14 décembre 1316 | Giovanni Bartoli Usimbardi                                   | Pr. du s. San Piero Scheraggio.                                   |
| 15 octobre 1316-14 décembre 1316 | Silvestro di Manetto Bonricoveri                             | Pr. du s. San Piero Scheraggio.                                   |
| 15 octobre 1316-14 décembre 1316 | Giotto di Fantone Angelotti                                  | Pr. du s. Borgo.                                                  |
| 15 octobre 1316-14 décembre 1316 | Giovanni di Cocchio Compagni                                 | Pr. du s. Borgo.                                                  |
| 15 octobre 1316-14 décembre 1316 | Dante Rinaldi                                                | Pr. du s. San Pancrazio.                                          |
| 15 octobre 1316-14 décembre 1316 | Zucchero di Lapo Benci                                       | Pr. du s. San Pancrazio.                                          |
| 15 octobre 1316-14 décembre 1316 | Buto di Ricco Davanzi                                        | Pr. du s. Porta del Duomo.                                        |
| 15 octobre 1316-14 décembre 1316 | Lippo Amizzini                                               | Pr. du s. Porta del Duomo.                                        |
| 15 octobre 1316-14 décembre 1316 | Maffeo Chiarissimi                                           | Pr. du s. Porta San Piero.                                        |
| 15 octobre 1316-14 décembre 1316 | Giovanni d'Albizzo Cambi                                     | Pr. du s. Porta San Piero.                                        |
| 15 décembre 1316-14 février 1317 | Alberto di Mess. Jacopo del Giudice                          | Gonf. issu du s. San Piero Scheraggio.                            |
| 15 décembre 1316-14 février 1317 | Mess. Pace di Mess. Jacopo da Certaldo                       | Pr. du s. Oltrarno. Expert en droit (iurisperitus).               |
| 15 décembre 1316-14 février 1317 | Pela Gualducci                                               | Pr. du s. Oltrarno.                                               |
| 15 décembre 1316-14 février 1317 | Tommaso Peruzzi                                              | Pr. du s. San Piero Scheraggio.                                   |
| 15 décembre 1316-14 février 1317 | Cerrino Giamboni                                             | Pr. du s. San Piero Scheraggio.                                   |
| 15 décembre 1316-14 février 1317 | Donato di Mannino Acciaiuoli                                 | Pr. du s. Borgo.                                                  |
| 15 décembre 1316-14 février 1317 | Meglio Fagiuoli                                              | Pr. du s. Borgo.                                                  |
| 15 décembre 1316-14 février 1317 | Spinello di Primerano da Mosciano                            | Pr. du s. San Pancrazio.                                          |
| 15 décembre 1316-14 février 1317 | Banco di Lippo Gianni                                        | Pr. du s. San Pancrazio.                                          |
| 15 décembre 1316-14 février 1317 | Tinoro di Nardo Guasconi                                     | Pr. du s. Porta del Duomo.                                        |
| 15 décembre 1316-14 février 1317 | Cecco di Spina Falconi                                       | Pr. du s. Porta del Duomo.                                        |
| 15 décembre 1316-14 février 1317 | Giovanni Villani                                             | Pr. du s. Porta San Piero. Le célèbre chroniqueur.                |
| 15 décembre 1316-14 février 1317 | Luti Dirittafede                                             | Pr. du s. Porta San Piero.                                        |

## 1317
| Période de gouvernement          | Gonfaloniers de Justice et Prieurs            | Notes                                                                  |
| -------------------------------- | --------------------------------------------- | ---------------------------------------------------------------------- |
| 15 décembre 1316-14 février 1317 | Alberto di Mess. Jacopo del Giudice           | Gonf. issu du s. San Piero Scheraggio.                                 |
| 15 décembre 1316-14 février 1317 | Mess. Pace di Mess. Jacopo da Certaldo        | Pr. du s. Oltrarno. Expert en droit (iurisperitus).                    |
| 15 décembre 1316-14 février 1317 | Pela Gualducci                                | Pr. du s. Oltrarno.                                                    |
| 15 décembre 1316-14 février 1317 | Tommaso Peruzzi                               | Pr. du s. San Piero Scheraggio.                                        |
| 15 décembre 1316-14 février 1317 | Cerrino Giamboni                              | Pr. du s. San Piero Scheraggio.                                        |
| 15 décembre 1316-14 février 1317 | Donato di Mannino Acciaiuoli                  | Pr. du s. Borgo.                                                       |
| 15 décembre 1316-14 février 1317 | Meglio Fagiuoli                               | Pr. du s. Borgo.                                                       |
| 15 décembre 1316-14 février 1317 | Spinello di Primerano da Mosciano             | Pr. du s. San Pancrazio.                                               |
| 15 décembre 1316-14 février 1317 | Banco di Lippo Gianni                         | Pr. du s. San Pancrazio.                                               |
| 15 décembre 1316-14 février 1317 | Tinoro di Nardo Guasconi                      | Pr. du s. Porta del Duomo.                                             |
| 15 décembre 1316-14 février 1317 | Cecco di Spina Falconi                        | Pr. du s. Porta del Duomo.                                             |
| 15 décembre 1316-14 février 1317 | Giovanni Villani                              | Pr. du s. Porta San Piero. Le célèbre chroniqueur.                     |
| 15 décembre 1316-14 février 1317 | Luti Dirittafede                              | Pr. du s. Porta San Piero.                                             |
| 15 février 1317-14 avril 1317    | Giovanni di Mess. Ubertino Strozzi            | Gonf. issu du s. San Pancrazio.                                        |
| 15 février 1317-14 avril 1317    | Maestro Lapo del Maestro Rinuccio Guidalotti  | Pr. du s. Oltrarno. Médecin.                                           |
| 15 février 1317-14 avril 1317    | Gherardo di Gentile                           | Pr. du s. San Piero Scheraggio.                                        |
| 15 février 1317-14 avril 1317    | Ser Giovanni Siminetti                        | Pr. du s. Borgo.                                                       |
| 15 février 1317-14 avril 1317    | Giovanni di Gherardino Malegonnelle           | Pr. du s. San Pancrazio.                                               |
| 15 février 1317-14 avril 1317    | Bartolo Anchioni                              | Pr. du s. Porta del Duomo. Mort en charge.                             |
| 15 février 1317-14 avril 1317    | Scolaio di Mess. Palamides (Bellindoti ?)     | Pr. du s. Porta del Duomo. Élu en remplacement du précédent.           |
| 15 février 1317-14 avril 1317    | Naddo di Ser Spigliato da Filicaia            | Pr. du s. Porta San Piero.                                             |
| 15 avril 1317-14 juin 1317       | Mess. Giovanni Rustichelli                    | Gonf. issu du s. San Piero Scheraggio. Expert en droit (iurisperitus). |
| 15 avril 1317-14 juin 1317       | Lotto di Guineldo da Quarata (ou Quaratesi)   | Pr. du s. Oltrarno.                                                    |
| 15 avril 1317-14 juin 1317       | Totto Tedaldi                                 | Pr. du s. San Piero Scheraggio.                                        |
| 15 avril 1317-14 juin 1317       | Avvocato di Gherardo del Bello                | Pr. du s. Borgo.                                                       |
| 15 avril 1317-14 juin 1317       | Piero Guglielmi (Stracciabende ?)             | Pr. du s. San Pancrazio.                                               |
| 15 avril 1317-14 juin 1317       | Martello Ghetti                               | Pr. du s. Porta del Duomo.                                             |
| 15 avril 1317-14 juin 1317       | Bartolo Bonaffedi                             | Pr. du s. Porta San Piero.                                             |
| 15 juin 1317-14 août 1317        | Pieraccio Guadagni                            | Gonf. issu du s. Porta San Piero.                                      |
| 15 juin 1317-14 août 1317        | Lapaccio di Bindo del Bene                    | Pr. du s. Oltrarno.                                                    |
| 15 juin 1317-14 août 1317        | Boninsegna Gherardi                           | Pr. du s. San Piero Scheraggio.                                        |
| 15 juin 1317-14 août 1317        | Guccio di Bate Tornabelli                     | Pr. du s. Borgo.                                                       |
| 15 juin 1317-14 août 1317        | Vanni di Puccio Benvenuti                     | Pr. du s. San Pancrazio.                                               |
| 15 juin 1317-14 août 1317        | Ridolfo Amadori                               | Pr. du s. Porta del Duomo.                                             |
| 15 juin 1317-14 août 1317        | Lapo di Buonagiunta de'Medici                 | Pr. du s. Porta San Piero.                                             |
| 15 août 1317-14 octobre 1317     | Tuccio Ferrucci                               | Gonf. issu du s. Oltrarno.                                             |
| 15 août 1317-14 octobre 1317     | Piuvichese Brancacci                          | Pr. du s. Oltrarno.                                                    |
| 15 août 1317-14 octobre 1317     | Fuccio del Maestro                            | Pr. du s. San Piero Scheraggio.                                        |
| 15 août 1317-14 octobre 1317     | Mess. Teghia Buonaccolti (ou Bonaccolti)      | Pr. du s. Borgo. Expert en droit (iurisperitus).                       |
| 15 août 1317-14 octobre 1317     | Tano di Mess. Banco Castellani                | Pr. du s. San Pancrazio.                                               |
| 15 août 1317-14 octobre 1317     | Niccolò di Martino da Cerreto                 | Pr. du s. Porta del Duomo.                                             |
| 15 août 1317-14 octobre 1317     | Cionetto di Giovenco de'Bastari               | Pr. du s. Porta San Piero.                                             |
| 15 octobre 1317-14 décembre 1317 | Ser Medico Aliotti                            | Gonf. issu du s. Borgo.                                                |
| 15 octobre 1317-14 décembre 1317 | Gherardo Bonsi                                | Pr. du s. Oltrarno.                                                    |
| 15 octobre 1317-14 décembre 1317 | Catellino Raffacani                           | Pr. du s. San Piero Scheraggio.                                        |
| 15 octobre 1317-14 décembre 1317 | Ugo di Mess. Oddo Altoviti                    | Pr. du s. Borgo.                                                       |
| 15 octobre 1317-14 décembre 1317 | Cenni di Nardo di Giunta Rucellai             | Pr. du s. San Pancrazio.                                               |
| 15 octobre 1317-14 décembre 1317 | Bernardino de'Medici                          | Pr. du s. Porta del Duomo.                                             |
| 15 octobre 1317-14 décembre 1317 | Mess. Covone di Naddo Covoni                  | Pr. du s. Porta San Piero. Expert en droit (iurisperitus).             |
| 15 décembre 1317-14 février 1318 | Lotto Ardinghi                                | Gonf. issu du s. San Pancrazio.                                        |
| 15 décembre 1317-14 février 1318 | Chiarino Davanzati                            | Pr. du s. Oltrarno.                                                    |
| 15 décembre 1317-14 février 1318 | Nozzo di Manetto Bentaccordi (ou Bentaccorda) | Pr. du s. San Piero Scheraggio.                                        |
| 15 décembre 1317-14 février 1318 | Mess. Rinieri del Forese                      | Pr. du s. Borgo. Expert en droit (iurisperitus).                       |
| 15 décembre 1317-14 février 1318 | Ferruccio di Pagno Bordoni                    | Pr. du s. San Pancrazio.                                               |
| 15 décembre 1317-14 février 1318 | Ser Rustico Consigli                          | Pr. du s. Porta del Duomo.                                             |
| 15 décembre 1317-14 février 1318 | Filippo di Lando degli Albizzi                | Pr. du s. Porta San Piero.                                             |

## 1318
| Période de gouvernement          | Gonfaloniers de Justice et Prieurs             | Notes                                                           |
| -------------------------------- | ---------------------------------------------- | --------------------------------------------------------------- |
| 15 décembre 1317-14 février 1318 | Lotto Ardinghi                                 | Gonf. issu du s. San Pancrazio.                                 |
| 15 décembre 1317-14 février 1318 | Chiarino Davanzati                             | Pr. du s. Oltrarno.                                             |
| 15 décembre 1317-14 février 1318 | Nozzo di Manetto Bentaccordi (ou Bentaccorda)  | Pr. du s. San Piero Scheraggio.                                 |
| 15 décembre 1317-14 février 1318 | Mess. Rinieri del Forese                       | Pr. du s. Borgo. Expert en droit (iurisperitus).                |
| 15 décembre 1317-14 février 1318 | Ferruccio di Pagno Bordoni                     | Pr. du s. San Pancrazio.                                        |
| 15 décembre 1317-14 février 1318 | Ser Rustico Consigli                           | Pr. du s. Porta del Duomo.                                      |
| 15 décembre 1317-14 février 1318 | Filippo di Lando degli Albizzi                 | Pr. du s. Porta San Piero.                                      |
| 15 février 1318-14 avril 1318    | Ciampo Ducci                                   | Gonf. issu du s. Porta del Duomo.                               |
| 15 février 1318-14 avril 1318    | Albizzo di Stefano Soderini                    | Pr. du s. Oltrarno.                                             |
| 15 février 1318-14 avril 1318    | Neri di Mess. Jacopo del Giudice Alberti       | Pr. du s. San Piero Scheraggio.                                 |
| 15 février 1318-14 avril 1318    | Tommaso di Dietaiuti della Badessa             | Pr. du s. Borgo.                                                |
| 15 février 1318-14 avril 1318    | Luca di Gerino Strozzi                         | Pr. du s. San Pancrazio.                                        |
| 15 février 1318-14 avril 1318    | Manno di Lippo Manni                           | Pr. du s. Porta del Duomo.                                      |
| 15 février 1318-14 avril 1318    | Ser Michele di Ser Bonaccorso della Lastra     | Pr. du s. Porta San Piero.                                      |
| 15 avril 1318-14 juin 1318       | Giovanni d'Andrea de'Ricci                     | Gonf. issu du s. Porta San Piero.                               |
| 15 avril 1318-14 juin 1318       | Mess. Rinaldo Casini                           | Pr. du s. Oltrarno. Expert en droit (iurisperitus).             |
| 15 avril 1318-14 juin 1318       | Bartolo di Manetto di Buonconvento Bonricoveri | Pr. du s. San Piero Scheraggio.                                 |
| 15 avril 1318-14 juin 1318       | Bartolo Paradisi                               | Pr. du s. Borgo.                                                |
| 15 avril 1318-14 juin 1318       | Maso Valori                                    | Pr. du s. San Pancrazio.                                        |
| 15 avril 1318-14 juin 1318       | Benincasa Falchi                               | Pr. du s. Porta del Duomo.                                      |
| 15 avril 1318-14 juin 1318       | Lando Biliotti                                 | Pr. du s. Porta San Piero.                                      |
| 15 juin 1318-14 août 1318        | Donato di Pacino Peruzzi                       | Gonf. issu du s. San Piero Scheraggio.                          |
| 15 juin 1318-14 août 1318        | Bartolo Bandini                                | Pr. du s. Oltrarno.                                             |
| 15 juin 1318-14 août 1318        | Mess. Caro di Ser Venisti                      | Pr. du s. San Piero Scheraggio. Expert en droit (iurisperitus). |
| 15 juin 1318-14 août 1318        | Dardano di Tingo Acciaiuoli                    | Pr. du s. Borgo.                                                |
| 15 juin 1318-14 août 1318        | Filippo Aldobrandini                           | Pr. du s. San Pancrazio.                                        |
| 15 juin 1318-14 août 1318        | Ser Manno Talenti                              | Pr. du s. Porta del Duomo.                                      |
| 15 juin 1318-14 août 1318        | Vanni di Corso di Matteo                       | Pr. du s. Porta San Piero.                                      |
| 15 août 1318-14 octobre 1318     | Giovanni di Tingo Marignolli                   | Gonf. issu du s. Porta del Duomo.                               |
| 15 août 1318-14 octobre 1318     | Maffio di Palmieri                             | Pr. du s. Oltrarno.                                             |
| 15 août 1318-14 octobre 1318     | Bonaguida del Fabro Tolosini                   | Pr. du s. San Piero Scheraggio.                                 |
| 15 août 1318-14 octobre 1318     | Dardo Bonciani                                 | Pr. du s. Borgo.                                                |
| 15 août 1318-14 octobre 1318     | Piero di Puccio Benvenuti                      | Pr. du s. San Pancrazio.                                        |
| 15 août 1318-14 octobre 1318     | Tedice Manovelli                               | Pr. du s. Porta del Duomo.                                      |
| 15 août 1318-14 octobre 1318     | Tieri Benvenuti                                | Pr. du s. Porta San Piero.                                      |
| 15 octobre 1318-14 décembre 1318 | Benino del Bello Borgoli                       | Gonf. issu du s. Oltrarno.                                      |
| 15 octobre 1318-14 décembre 1318 | Ghinuccio di Cante                             | Pr. du s. Oltrarno. Mort en charge le 11 novembre.              |
| 15 octobre 1318-14 décembre 1318 | Ser' Francesco di Ser Giunta                   | Pr. du s. Oltrarno.                                             |
| 15 octobre 1318-14 décembre 1318 | Giunta Fini                                    | Pr. du s. San Piero Scheraggio.                                 |
| 15 octobre 1318-14 décembre 1318 | Mess. Filippo Bonaccolti (ou Buonaccolti)      | Pr. du s. Borgo. Expert en droit (iurisperitus).                |
| 15 octobre 1318-14 décembre 1318 | Monte di Guido da Mosciano                     | Pr. du s. San Pancrazio.                                        |
| 15 octobre 1318-14 décembre 1318 | Pino di Spina Falconi                          | Pr. du s. Porta del Duomo.                                      |
| 15 octobre 1318-14 décembre 1318 | Giovanni di Maso                               | Pr. du s. Porta San Piero.                                      |
| 15 décembre 1318-14 février 1319 | Zanobi di Ser Lapo Arnolfi                     | Gonf. issu du s. San Piero Scheraggio.                          |
| 15 décembre 1318-14 février 1319 | Rosso Aldobrandini                             | Pr. du s. Oltrarno.                                             |
| 15 décembre 1318-14 février 1319 | Cinozzo Raffacani                              | Pr. du s. San Piero Scheraggio.                                 |
| 15 décembre 1318-14 février 1319 | Alberto di Cione                               | Pr. du s. Borgo.                                                |
| 15 décembre 1318-14 février 1319 | Borguccio Borghi                               | Pr. du s. San Pancrazio.                                        |
| 15 décembre 1318-14 février 1319 | Ghisello Fiamma                                | Pr. du s. Porta del Duomo.                                      |
| 15 décembre 1318-14 février 1319 | Giovanni d'Albizzo Cambi                       | Pr. du s. Porta San Piero.                                      |

## 1319
| Période de gouvernement          | Gonfaloniers de Justice et Prieurs             | Notes                                               |
| -------------------------------- | ---------------------------------------------- | --------------------------------------------------- |
| 15 décembre 1318-14 février 1319 | Zanobi di Ser Lapo Arnolfi                     | Gonf. issu du s. San Piero Scheraggio.              |
| 15 décembre 1318-14 février 1319 | Rosso Aldobrandini                             | Pr. du s. Oltrarno.                                 |
| 15 décembre 1318-14 février 1319 | Cinozzo Raffacani                              | Pr. du s. San Piero Scheraggio.                     |
| 15 décembre 1318-14 février 1319 | Alberto di Cione                               | Pr. du s. Borgo.                                    |
| 15 décembre 1318-14 février 1319 | Borguccio Borghi                               | Pr. du s. San Pancrazio.                            |
| 15 décembre 1318-14 février 1319 | Ghisello Fiamma                                | Pr. du s. Porta del Duomo.                          |
| 15 décembre 1318-14 février 1319 | Giovanni d'Albizzo Cambi                       | Pr. du s. Porta San Piero.                          |
| 15 février 1319-14 avril 1319    | Tuccio di Cocchio Compagni                     | Gonf. issu du s. Borgo.                             |
| 15 février 1319-14 avril 1319    | Pietro di Fornaino Battimamma                  | Pr. du s. Oltrarno.                                 |
| 15 février 1319-14 avril 1319    | Perso di Filippo Fagiolari                     | Pr. du s. San Piero Scheraggio.                     |
| 15 février 1319-14 avril 1319    | Gentile di Mess. Oddo Altoviti                 | Pr. du s. Borgo.                                    |
| 15 février 1319-14 avril 1319    | Cardinale di Mess. Alberto del Chiaro Girolami | Pr. du s. San Pancrazio.                            |
| 15 février 1319-14 avril 1319    | Conte d'Averardo de'Medici                     | Pr. du s. Porta del Duomo.                          |
| 15 février 1319-14 avril 1319    | Lippo di Bartolo degli Albizzi                 | Pr. du s. Porta San Piero.                          |
| 15 avril 1319-14 juin 1319       | Gherardo di Migliore Guadagni                  | Gonf. issu du s. Porta San Piero.                   |
| 15 avril 1319-14 juin 1319       | Pino di Chiavicella Tigliamochi                | Pr. du s. Oltrarno.                                 |
| 15 avril 1319-14 juin 1319       | Filippone di Filippo Ristori                   | Pr. du s. San Piero Scheraggio.                     |
| 15 avril 1319-14 juin 1319       | Ser Gianni Siminetti                           | Pr. du s. Borgo.                                    |
| 15 avril 1319-14 juin 1319       | Francesco di Manno Attaviani                   | Pr. du s. San Pancrazio.                            |
| 15 avril 1319-14 juin 1319       | Piero di Durante Carnesecchi                   | Pr. du s. Porta del Duomo.                          |
| 15 avril 1319-14 juin 1319       | Giano di Dino Gherardini                       | Pr. du s. Porta San Piero.                          |
| 15 juin 1319-14 août 1319        | Feduccio di Duccio della Marotta               | Gonf. issu du s. San Pancrazio.                     |
| 15 juin 1319-14 août 1319        | Ser Bene di Jacopo da Verrazzano               | Pr. du s. Oltrarno.                                 |
| 15 juin 1319-14 août 1319        | Priore di Cionaccio Baroncelli                 | Pr. du s. San Piero Scheraggio.                     |
| 15 juin 1319-14 août 1319        | Bene del Chiaro                                | Pr. du s. Borgo.                                    |
| 15 juin 1319-14 août 1319        | Buoso di Ser Albizzo Cennamelle                | Pr. du s. San Pancrazio.                            |
| 15 juin 1319-14 août 1319        | Maruccio di Ser Geremia del Beccuto            | Pr. du s. Porta del Duomo.                          |
| 15 juin 1319-14 août 1319        | Geri di Guccio Ghiberti                        | Pr. du s. Porta San Piero.                          |
| 15 août 1319-14 octobre 1319     | Piero di Pinaccio Strozzi                      | Gonf. issu du s. San Pancrazio.                     |
| 15 août 1319-14 octobre 1319     | Niccolò di Ranieri Buongradi (ou Bongradi)     | Pr. du s. Oltrarno.                                 |
| 15 août 1319-14 octobre 1319     | Ghese Bonaccorsi                               | Pr. du s. San Piero Scheraggio.                     |
| 15 août 1319-14 octobre 1319     | Francesco di Meo Acciaiuoli                    | Pr. du s. Borgo.                                    |
| 15 août 1319-14 octobre 1319     | Chele di Pagno Bordoni                         | Pr. du s. San Pancrazio.                            |
| 15 août 1319-14 octobre 1319     | Buto di Ricco Davanzi                          | Pr. du s. Porta del Duomo.                          |
| 15 août 1319-14 octobre 1319     | Lapo di Geri di Jacopo Cambi Balestrieri       | Pr. du s. Porta San Piero.                          |
| 15 octobre 1319-14 décembre 1319 | Bindo Guineldi da Quarata (ou Quaratesi)       | Gonf. issu du s. Oltrarno.                          |
| 15 octobre 1319-14 décembre 1319 | Mess. Pace di Mess. Jacopo da Certaldo         | Pr. du s. Oltrarno. Expert en droit (iurisperitus). |
| 15 octobre 1319-14 décembre 1319 | Tegghia di Guido Tolosini                      | Pr. du s. San Piero Scheraggio.                     |
| 15 octobre 1319-14 décembre 1319 | Guido di Lapo di Guazza Ulivieri (ou Olivieri) | Pr. du s. Borgo.                                    |
| 15 octobre 1319-14 décembre 1319 | Vanni di Puccio Benvenuti                      | Pr. du s. San Pancrazio.                            |
| 15 octobre 1319-14 décembre 1319 | Gherardo Scolari                               | Pr. du s. Porta del Duomo.                          |
| 15 octobre 1319-14 décembre 1319 | Nuto di Bencivenni                             | Pr. du s. Porta San Piero.                          |
| 15 décembre 1319-14 février 1320 | Guerriante di Tingo Marignolli                 | Gonf. issu du s. Porta del Duomo.                   |
| 15 décembre 1319-14 février 1320 | Nello del Bene                                 | Pr. du s. Oltrarno.                                 |
| 15 décembre 1319-14 février 1320 | Bencivenni Buonsostegni                        | Pr. du s. San Piero Scheraggio.                     |
| 15 décembre 1319-14 février 1320 | Avvocato di Gherardo del Bello                 | Pr. du s. Borgo.                                    |
| 15 décembre 1319-14 février 1320 | Ruco Bandi                                     | Pr. du s. San Pancrazio.                            |
| 15 décembre 1319-14 février 1320 | Grazia Guittomanni                             | Pr. du s. Porta del Duomo.                          |
| 15 décembre 1319-14 février 1320 | Maffeo Chiarissimi                             | Pr. du s. Porta San Piero.                          |